# Karl Ludwig Fugger von Babenhausen
Karl Ludwig Maria Joseph Anselm Andreas Fugger von Babenhausen, IV principe di Babenhausen (Babenhausen, 4 febbraio 1829 – Babenhausen, 12 maggio 1906), è stato un principe e generale tedesco.

## Biografia
Karl Ludwig era il figlio secondogenito del principe Anton Fugger von Babenhausen (13 gennaio 1800 - 18 maggio 1836) e di sua moglie, la principessa Franziska von Hohenlohe-Bartenstein (29 agosto 1807 - 27 agosto 1836). Suo fratello maggiore fu il principe Leopold Fugger von Babenhausen.
Educato da tutori privati, successivamente frequentò dal 1842 al 1847 l'accademia del genio militare di Vienna ed entrò a far parte dell'esercito imperiale austriaco. Nel 1847 iniziò la sua carriera col grado di sottotenente, promosso poi tenente l'anno successivo, capitano nel 1851 e maggiore nel 1862. Dal 1865 al 1868 fu ufficiale di campo dell'arciduca Enrico d'Asburgo-Lorena. Nel 1867 venne promosso al grado di tenente colonnello e nel luglio 1868 ottenne la nomina a colonnello, venendo infine promosso a maggiore generale nel 1897.
Dopo il matrimonio, trascorse la maggior parte del suo tempo libero al castello di Meiselberg, residenza della famiglia della moglie in Carinzia. Dal 1868 al 1885 fu proprietario della tenuta di Tanzenberg, nei pressi di Hörzendorf.
Il 9 gennaio 1884 e fino alla fine dei suoi giorni, fu membro del parlamento austriaco e consigliere segreto dell'imperatore Francesco Giuseppe.
Con la morte del fratello maggiore Leopold avvenuta nel 1885 senza eredi, ereditò tutti i possedimenti di questi, trasferendosi con la sua famiglia al castello di Babenhausen, secolare residenza dei suoi antenati. Dal 1885 al 1906 fu quindi anche membro della Camera dei Signori di Baviera e dal 1891 al 1893 ne fu anche presidente.
Nel 1900 venne insignito dell'Ordine del Toson d'Oro.
Morì a Babenhausen nel 1906.

## Matrimonio e figli
Karl Ludwig sposò a Klagenfurt l'8 ottobre 1855 la contessa Friederike Christalnigg von und zu Gilitzstein (27 maggio 1832, Klagenfurt - 17 giugno 1888, Klagenfurt). La coppia ebbe tre figli:
- Pauline (9 gennaio 1857, Klagenfurt - 11 agosto 1886, castello di Meiselberg), sposò a Klagenfurt il 9 gennaio 1879 il conte Janko Vojkffy von Vojkovic († 23 maggio 1897)
- Maria (18 agosto 1858, castello di Meiselberg - 6 marzo 1927, castello di Meiselberg), sposò a Meiselberg il 25 luglio 1880 il conte Christoph von Wydenbruck († 4 ottobre 1917, Reichenhall)
- Karl Gerog (15 marzo 1861, Klagenfurt - 5 luglio 1925, Klagenfurt), V principe di Babenhausen, sposò a Vienna l'8 gennaio 1887 la principessa Eleonore von Hohenlohe-Bartenstein (4 ottobre 1864, Bartenstein - 1 marzo 1945 a Vienna).

## Ascendenza
|                                                                |                                                                                        |                                                                                   | Genitori                                          |  |  | Nonni |  |  | Bisnonni                                |  |  | Trisnonni                            |  |
|                                                                |                                                                                        |                                                                                   |                                                   |  |  |       |  |  | Anselm Viktorian Fugger von Babenhausen |  |  | Johann Jackob Fugger von Babenhausen |  |
|                                                                |                                                                                        |                                                                                   |                                                   |  |  |       |  |  | Anselm Viktorian Fugger von Babenhausen |  |  | Johann Jackob Fugger von Babenhausen |  |
|                                                                |                                                                                        | Maria Katharina Euphemia von Toerring                                             |                                                   |  |  |       |  |  | Anselm Viktorian Fugger von Babenhausen |  |  |                                      |  |
| Anselm Maria Fugger von Babenhausen, I principe di Babenhausen |                                                                                        |                                                                                   |                                                   |  |  |       |  |  | Anselm Viktorian Fugger von Babenhausen |  |  |                                      |  |
|                                                                |                                                                                        | Maria Walburga von Waldburg-Wolfegg                                               | Joseph Franz von Waldburg-Wolfegg                 |  |  |       |  |  |                                         |  |  |                                      |  |
|                                                                |                                                                                        | Maria Walburga von Waldburg-Wolfegg                                               | Joseph Franz von Waldburg-Wolfegg                 |  |  |       |  |  |                                         |  |  |                                      |  |
|                                                                |                                                                                        | Maria Walburga von Waldburg-Wolfegg                                               | Anna Maria von Salm Reifferscheidt-Dick           |  |  |       |  |  |                                         |  |  |                                      |  |
| Anton Fugger von Babenhausen, II principe di Babenhausen       |                                                                                        | Maria Walburga von Waldburg-Wolfegg                                               |                                                   |  |  |       |  |  |                                         |  |  |                                      |  |
|                                                                |                                                                                        | Eberhard von Waldburg-Wurzach                                                     | Franz Ernst von Waldburg-Zeil                     |  |  |       |  |  |                                         |  |  |                                      |  |
|                                                                |                                                                                        | Eberhard von Waldburg-Wurzach                                                     | Franz Ernst von Waldburg-Zeil                     |  |  |       |  |  |                                         |  |  |                                      |  |
|                                                                |                                                                                        | Eberhard von Waldburg-Wurzach                                                     | Maria Eleonore von Königsegg-Rothenfels           |  |  |       |  |  |                                         |  |  |                                      |  |
| Maria Antonia Elisabeth von Waldburg-Wurzach                   |                                                                                        | Eberhard von Waldburg-Wurzach                                                     |                                                   |  |  |       |  |  |                                         |  |  |                                      |  |
|                                                                |                                                                                        | Maria Katherine Fugger von Glott                                                  | Sebastian Fugger von Glott                        |  |  |       |  |  |                                         |  |  |                                      |  |
|                                                                |                                                                                        | Maria Katherine Fugger von Glott                                                  | Sebastian Fugger von Glott                        |  |  |       |  |  |                                         |  |  |                                      |  |
|                                                                |                                                                                        | Maria Katherine Fugger von Glott                                                  | Elisabeth Gabriele von Firmian                    |  |  |       |  |  |                                         |  |  |                                      |  |
| Karl Ludwig Fugger von Babenhausen, IV principe di Babenhausen |                                                                                        | Maria Katherine Fugger von Glott                                                  |                                                   |  |  |       |  |  |                                         |  |  |                                      |  |
|                                                                | Ludwig Carl von Hohenlohe-Waldenburg-Bartenstein, II principe di Hohenlohe-Bartenstein | Karl Philipp Franz von Hohenlohe-Bartenstein, I principe di Hohenlohe-Bartenstein |                                                   |  |  |       |  |  |                                         |  |  |                                      |  |
|                                                                | Ludwig Carl von Hohenlohe-Waldenburg-Bartenstein, II principe di Hohenlohe-Bartenstein | Karl Philipp Franz von Hohenlohe-Bartenstein, I principe di Hohenlohe-Bartenstein |                                                   |  |  |       |  |  |                                         |  |  |                                      |  |
|                                                                | Ludwig Carl von Hohenlohe-Waldenburg-Bartenstein, II principe di Hohenlohe-Bartenstein | Sofia Maria d'Assia-Homburg                                                       |                                                   |  |  |       |  |  |                                         |  |  |                                      |  |
| Karl Joseph von Hohenlohe-Bartenstein                          | Ludwig Carl von Hohenlohe-Waldenburg-Bartenstein, II principe di Hohenlohe-Bartenstein |                                                                                   |                                                   |  |  |       |  |  |                                         |  |  |                                      |  |
|                                                                |                                                                                        | Polyxena Benedikta von Limburg-Stirum                                             | Christian Otto von Limburg-Stirum                 |  |  |       |  |  |                                         |  |  |                                      |  |
|                                                                |                                                                                        | Polyxena Benedikta von Limburg-Stirum                                             | Christian Otto von Limburg-Stirum                 |  |  |       |  |  |                                         |  |  |                                      |  |
|                                                                |                                                                                        | Polyxena Benedikta von Limburg-Stirum                                             | Caroline von Hohenlohe-Waldenburg-Schillingsfürst |  |  |       |  |  |                                         |  |  |                                      |  |
| Franziska Xaveria von Hohenlohe-Bartenstein                    |                                                                                        | Polyxena Benedikta von Limburg-Stirum                                             |                                                   |  |  |       |  |  |                                         |  |  |                                      |  |
|                                                                |                                                                                        | Ludovico Eugenio di Württemberg                                                   | Carlo I Alessandro di Württemberg                 |  |  |       |  |  |                                         |  |  |                                      |  |
|                                                                |                                                                                        | Ludovico Eugenio di Württemberg                                                   | Carlo I Alessandro di Württemberg                 |  |  |       |  |  |                                         |  |  |                                      |  |
|                                                                |                                                                                        | Ludovico Eugenio di Württemberg                                                   | Maria Augusta di Thurn und Taxis                  |  |  |       |  |  |                                         |  |  |                                      |  |
| Enrichetta Carlotta di Württemberg                             |                                                                                        | Ludovico Eugenio di Württemberg                                                   |                                                   |  |  |       |  |  |                                         |  |  |                                      |  |
|                                                                |                                                                                        | Sophie Albertine von Beichlingen                                                  | August Gottfried Dietrich von Beichlingen         |  |  |       |  |  |                                         |  |  |                                      |  |
|                                                                |                                                                                        | Sophie Albertine von Beichlingen                                                  | August Gottfried Dietrich von Beichlingen         |  |  |       |  |  |                                         |  |  |                                      |  |
|                                                                |                                                                                        | Sophie Albertine von Beichlingen                                                  | Sophie Helene von Stöcken                         |  |  |       |  |  |                                         |  |  |                                      |  |
|                                                                |                                                                                        | Sophie Albertine von Beichlingen                                                  |                                                   |  |  |       |  |  |                                         |  |  |                                      |  |